# Polyplectropus basimaculatus
Polyplectropus basimaculatus är en nattsländeart som beskrevs av Wolfram Mey 1998. Polyplectropus basimaculatus ingår i släktet Polyplectropus och familjen fångstnätnattsländor. Inga underarter finns listade i Catalogue of Life.